# Шариське Чорне
Шариське Чорне (словац. Šarišské Čierne) — село в Словаччині, Бардіївському окрузі Пряшівського краю. Розташоване в північно-східній частині Словаччини.
Вперше згадується у 1414 році. Населене українцями, але після Другої світової війни — під загрозою переселення в УССР — абсолютна більшість селян переписалася на словаків та русинів.
В селі є греко-католицька церква з 1932 р.

## Населення
| Рік:            | 1993 | 2003    | 2013    | 2023    |
| --------------- | ---- | ------- | ------- | ------- |
| Кількість осіб: | 360  | 330     | 305     | 294     |
| Різниця:        |      | -8,33 % | -7,57 % | -3,60 % |

| Рік:            | 2022 | 2023    |
| --------------- | ---- | ------- |
| Кількість осіб: | 297  | 294     |
| Різниця:        |      | -1,01 % |

В селі проживає 300 осіб.
Національний склад населення (за даними останнього перепису населення — 2001 року):
- словаки — 37,39 %
- українці — 26,96 %
- русини — 21,16 %
- цигани — 14,20 %

Склад населення за приналежністю до релігії станом на 2001 рік:
- православні — 54,49 %,
- греко-католики — 42,03 %,
- римо-католики — 0,87 %,
- не вважають себе віруючими або не належать до жодної вищезгаданої церкви- 0,87 %

## Видатні постаті
- Павлович Олександр — греко-католицький священик, письменник, народний будитель русинів